# Скалезия черешчатая
Скалезия черешчатая (лат. Scalesia pedunculata) — вид деревьев рода Скалезия (Scalesia) семейства Астровые (Asteraceae).

## Ботаническое описание
Деревья малых и средних размеров, 3—20 м высотой, ствол до 30 см толщиной.
Листья от яйцевидных до эллиптических или ланцетных, постепенно заострённые, с овальным основанием, 3—30 см длиной, 1—12 см шириной.
Цветки ароматные, жёлтые, маргариткоподобные, около 1 см в диаметре, группами на концах веточек.

## Распространение и экология
Эндемик. Произрастает на Галапагосских островах: на островах Сан-Кристобаль, Сантьяго, Санта-Крус и Флореана, где образует чистые леса или леса в смеси с другими видами деревьев и кустарников.

## Охрана
Вид занесён в красную книгу МСОП с охранным статусом «Находятся в уязвимом положении».